# Comunidade da Wikipédia
A comunidade da Wikipédia é a comunidade voluntária que cria e mantém a enciclopédia online Wikipédia. Os editores podem ser conhecidos como wikipedistas, uma palavra que foi adicionada ao Dicionário Oxford em agosto de 2012. Os wikipedistas fazem parte do movimento Wikimedia mais amplo, que inclui contribuíntes voluntários para outros projetos da Wikimedia.

## Demografia
Em abril de 2008, o escritor e conferencista Clay Shirky e o cientista da computação Martin Wattenberg estimaram o tempo total gasto na criação da Wikipédia em aproximadamente 100 milhões de horas. Em novembro de 2011, havia aproximadamente 31,7 milhões de contas de usuários registradas em todas as edições de idiomas, das quais cerca de 270.000 estavam "ativas" (feitas pelo menos uma edição por mês).

Dados demográficos do editor da Wikipédia (2008).

Um estudo publicado em 2010 descobriu que a base de contribuintes da Wikipédia "eram apenas 13% de mulheres; a idade média de um contribuidor era de 20 e poucos anos". Um estudo de 2011 realizado por pesquisadores da Universidade de Minnesota descobriu que as mulheres representavam 16,1% dos 38.497 editores que começaram a editar a Wikipedia em 2009. Em um artigo do New York Times de janeiro de 2011, Noam Cohen observou que 13% dos contribuidores da Wikipédia são mulheres, de acordo com uma pesquisa de 2008 da Wikimedia Foundation. Sue Gardner, ex-diretora executiva da Wikimedia Foundation, esperava ver as contribuições femininas aumentarem para 25% até 2015. Linda Basch, presidente do Conselho Nacional de Pesquisa sobre Mulheres, observou o contraste nessas estatísticas do editor da Wikipédia com a porcentagem de mulheres atualmente concluindo bacharelado, mestrado e programas de doutorado nos Estados Unidos (todos a taxas de 50% ou mais) .
Em resposta, várias universidades organizaram maratonas de edição para encorajar mais mulheres a participar da comunidade Wikipédia. No outono de 2013, 15 faculdades e universidades – incluindo Yale, Brown e Penn State – ofereceram créditos universitários para estudantes “escreverem pensamento feminista” sobre tecnologia na Wikipédia. Uma pesquisa auto-selecionada de 2008 sobre a diversidade de contribuidores por grau educacional mais alto indicou que 62% dos editores da Wikipédia que responderam tinham concluído o ensino médio ou o ensino superior.
Em agosto de 2014, o co-fundador da Wikipédia, Jimmy Wales, disse em uma entrevista à BBC que a Wikimedia Foundation estava "... tinha "fracassado totalmente" até agora. Wales disse que "muitas coisas precisam acontecer ... muito alcance, muitas mudanças de software". Andrew Lih, escrevendo no The New York Times, foi citado pela Bloomberg News em dezembro de 2016 como apoiando os comentários de Wales sobre as deficiências no alcance da Wikipédia para editoras. Lih afirma sua preocupação com a pergunta indicando que: "Como você pode fazer com que as pessoas participem de um ambiente [de edição] que se sente inseguro, onde se identificar como mulher, como feminista, pode abrir você para um comportamento feio e intimidador".

## Motivação

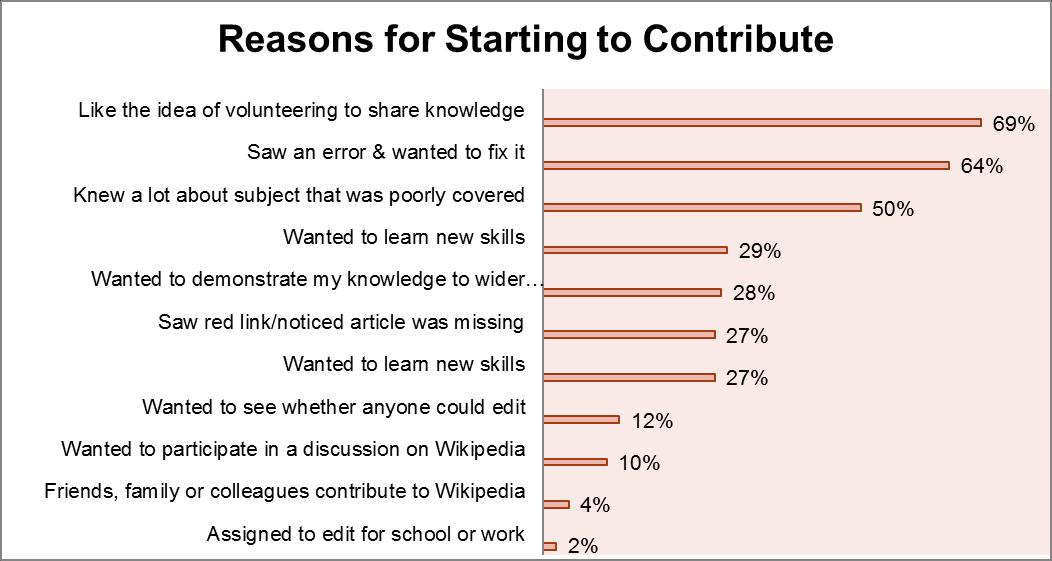
Dados da Pesquisa do Editor de abril de 2011 mostram as principais razões relatadas para começar a contribuir

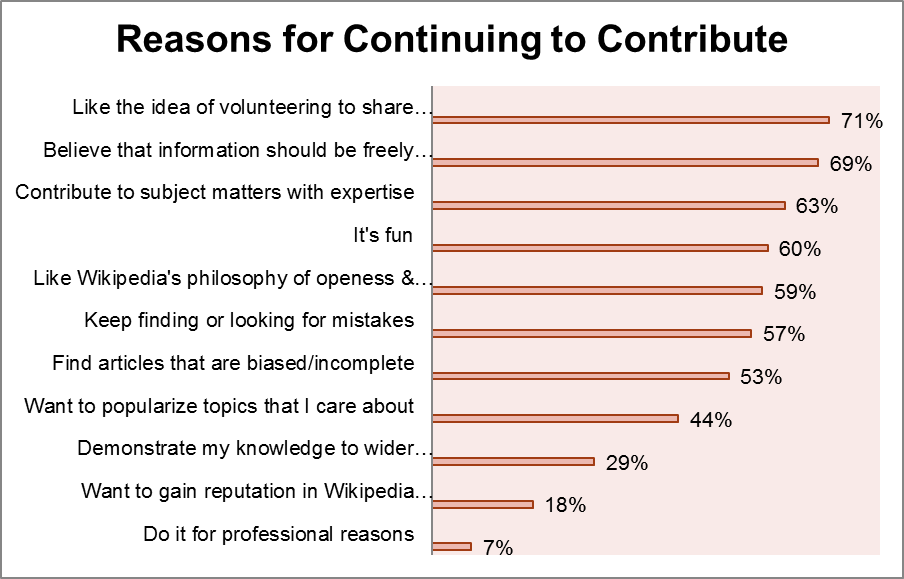
Dados da Pesquisa do Editor de abril de 2011 mostram as principais razões relatadas para continuar contribuindo

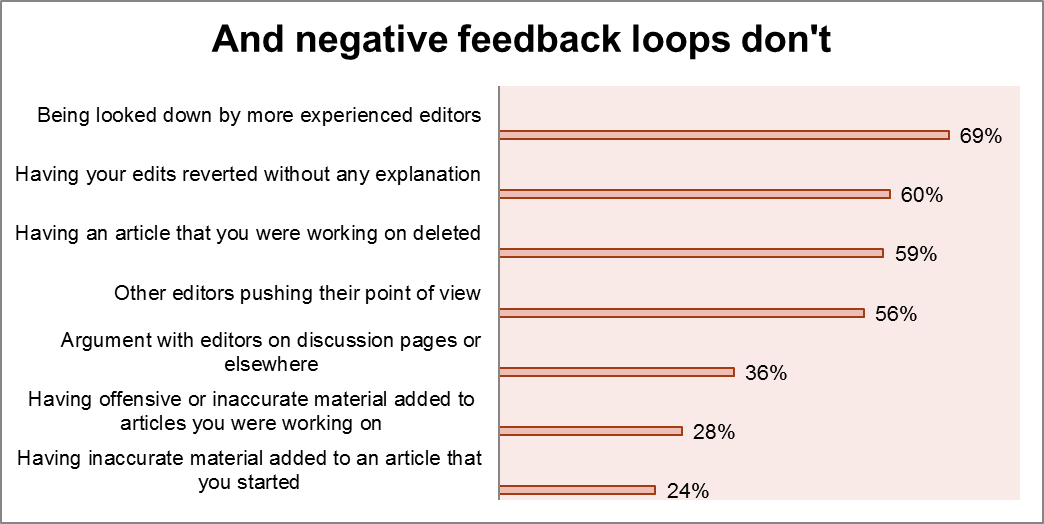
Dados da Pesquisa do Editor de abril de 2011 mostram as principais razões relatadas para odiar contribuir

Em um estudo de 2003 da Wikipédia como uma comunidade, o Ph.D. em economia. A estudante Andrea Ciffolilli argumentou que os baixos custos de transação da participação no software wiki criam um catalisador para o desenvolvimento colaborativo e que uma abordagem de "construção criativa" incentiva a participação. Um artigo escrito por Andrea Forte e Amy Bruckman em 2005, chamado "Por que as pessoas escrevem para a Wikipédia? Incentivos para Contribuir para a Publicação de Conteúdo Aberto", discutiu as possíveis motivações dos contribuidores da Wikipédia. Ele aplicou o conceito de ciclo de crédito de Latour e Woolgar aos contribuidores da Wikipédia, sugerindo que a razão pela qual as pessoas escrevem para a Wikipédia é ganhar reconhecimento dentro da comunidade.
Oded Nov, em seu artigo de 2007 "O que motiva os wikipedistas", relacionou as motivações dos voluntários em geral com as motivações das pessoas que contribuem para a Wikipédia. Nov realizou uma pesquisa usando as seis motivações dos voluntários, identificadas em um artigo anterior. As seis motivações que ele usou foram:
- Valores – expressar valores relacionados ao altruísmo e ajudar os outros
- Social – envolver-se com amigos, participar de atividades vistas favoravelmente pelos outros
- Compreensão – expandindo o conhecimento por meio de atividades
- Carreira – ganhar experiência de trabalho e habilidades
- Protetora – por exemplo, reduzindo a culpa por privilégios pessoais
- Aprimoramento – demonstrando conhecimento para os outros

A estas seis motivações acrescentou ainda:
- Ideologia – expressando apoio ao que é percebido como a ideologia subjacente da atividade (por exemplo, a crença de que o conhecimento deve ser livre )
- Diversão – aproveitando a atividade

A pesquisa constatou que os motivos mais indicados foram "diversão", "ideologia" e "valores", enquanto os motivos menos indicados foram "carreira", "social" e "proteção".
A Fundação Wikimedia realizou algumas pesquisas com contribuidores e usuários da Wikipédia. Em 2008, a Fundação Wikimedia, juntamente com o Collaborative Creativity Group da UNU-Merit, lançou uma pesquisa com leitores e editores da Wikipédia. Os resultados da pesquisa foram publicados dois anos depois, em 24 de março de 2010. A Fundação Wikimedia iniciou um processo em 2011 de pesquisas semestrais para entender melhor os editores da Wikipédia e atender melhor às suas necessidades.
"Motivations of Wikipedia Content Contributors", um artigo de Heng-Li Yang e Cheng-Yu Lai, levantou a hipótese de que, porque contribuir para a Wikipedia é voluntário, o prazer de participar de um indivíduo seria o maior motivador. No entanto, seu estudo mostrou que, embora as pessoas possam inicialmente começar a editar a Wikipédia por prazer, a motivação mais provável para continuar participando são motivações baseadas em autoconceito, como "Eu gosto de compartilhar conhecimento que me dá uma sensação de realização pessoal".
Um estudo mais aprofundado em 2014 por Cheng-Yu Lai e Heng-Li Yang explorou as razões pelas quais as pessoas continuam editando o conteúdo da Wikipédia. O estudo utilizou autores da versão em inglês do site e recebeu 288 respostas válidas da pesquisa online. Seus resultados indicaram e confirmaram que o valor subjetivo da tarefa, o comprometimento e a justiça processual afetaram a satisfação dos wikipedistas; e a satisfação influenciou a intenção contínua de um autor de editar o conteúdo da Wikipédia.
Os editores da Wikipédia deram testemunhos pessoais de por que contribuem para a Wikipédia. Um tema desses depoimentos é o prazer que os editores podem obter ao contribuir para a Wikipédia e fazer parte da comunidade Wikipédia. Também é mencionada a potencial qualidade viciante de editar a Wikipedia. Gina Trapani, do Lifehacker, disse: "Acontece que editar um artigo não é nada assustador. É fácil, surpreendentemente satisfatório e pode se tornar obsessivamente viciante." Jimmy Wales também comentou sobre a qualidade viciante da Wikipédia, dizendo: "A principal coisa sobre a Wikipédia... é que é divertido e viciante". Os wikipedistas às vezes premiam uns aos outros "estrelas de bar " pelo bom trabalho. Esses agradecimentos personalizados revelam uma gama de trabalhos valorizados que vão além da "simples edição" para incluir apoio social, ações administrativas e tipos de trabalho de articulação. O fenômeno barnstar foi analisado por pesquisadores que buscam determinar quais implicações isso pode ter para outras comunidades envolvidas em algumas colaborações.

## Meios de comunicação
A Wikipédia gerou uma série de publicações de notícias da comunidade. Um boletim online, The Signpost, foi publicado desde 10 de janeiro de 2005. O cartunista profissional Greg Williams criou um webcomic chamado WikiWorld que funcionou no The Signpost de 2006 a 2008.
Um podcast chamado<Wikipedia Weekly esteve ativo de 2006 a 2009, enquanto uma série de teleconferências intituladas "Not the Wikipedia Weekly" ocorreu de 2008 a 2009.

## Socialização
As atividades off-line são organizadas pela Fundação Wikimedia ou pela comunidade da Wikipédia.

### Wikimania

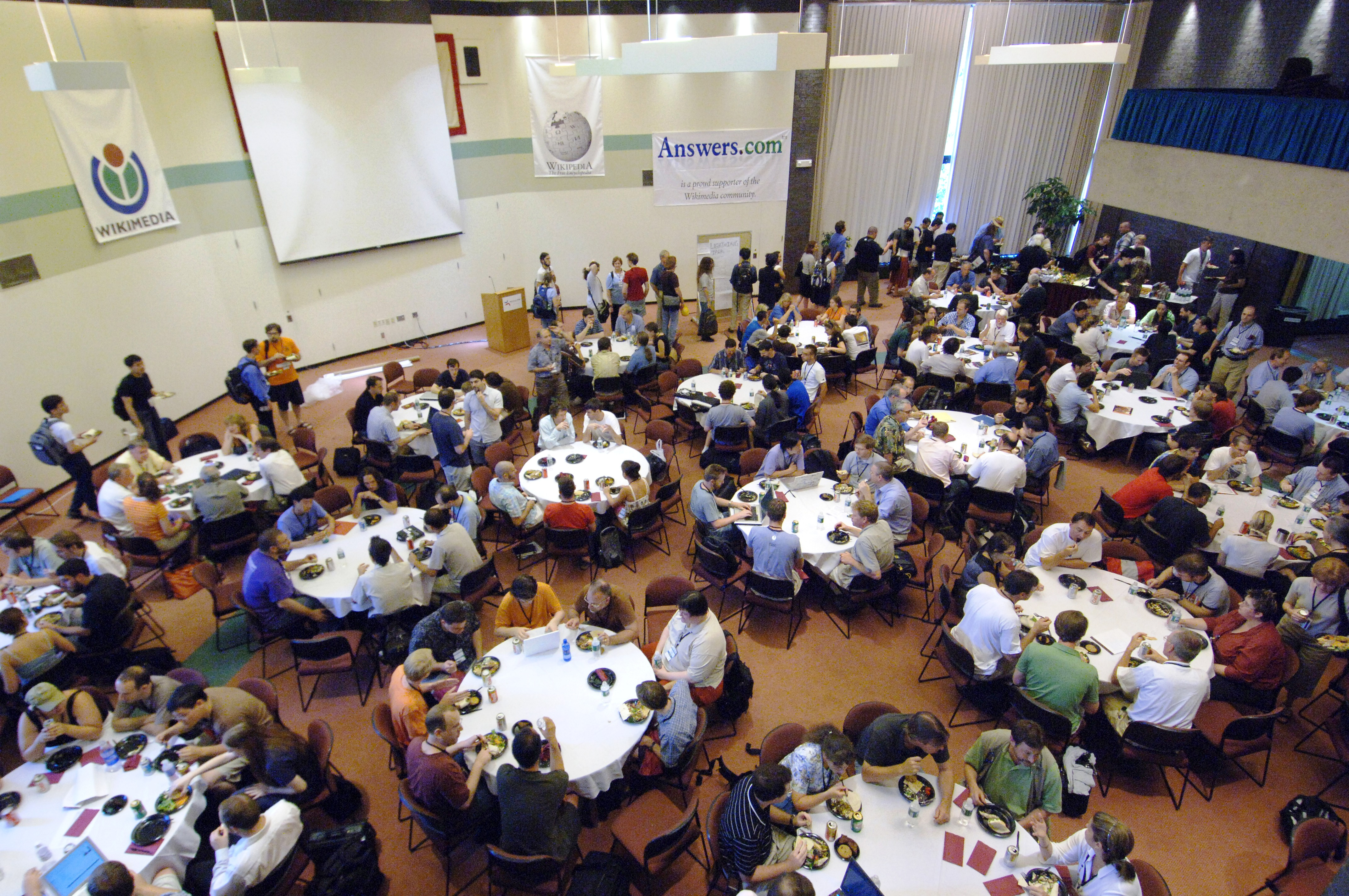
Wikimania, uma conferência anual para usuários da Wikipédia e outros projetos operados pela Fundação Wikimedia

Wikimania é uma conferência internacional anual para usuários dos projetos wiki operados pela Fundação Wikimedia (como a Wikipédia e outros projetos irmãos). Os tópicos de apresentações e discussões incluem projetos da Fundação Wikimedia, outros wikis, software de código aberto, conhecimento e conteúdo gratuitos e os diferentes aspectos sociais e técnicos relacionados a esses tópicos.

### Wiknics

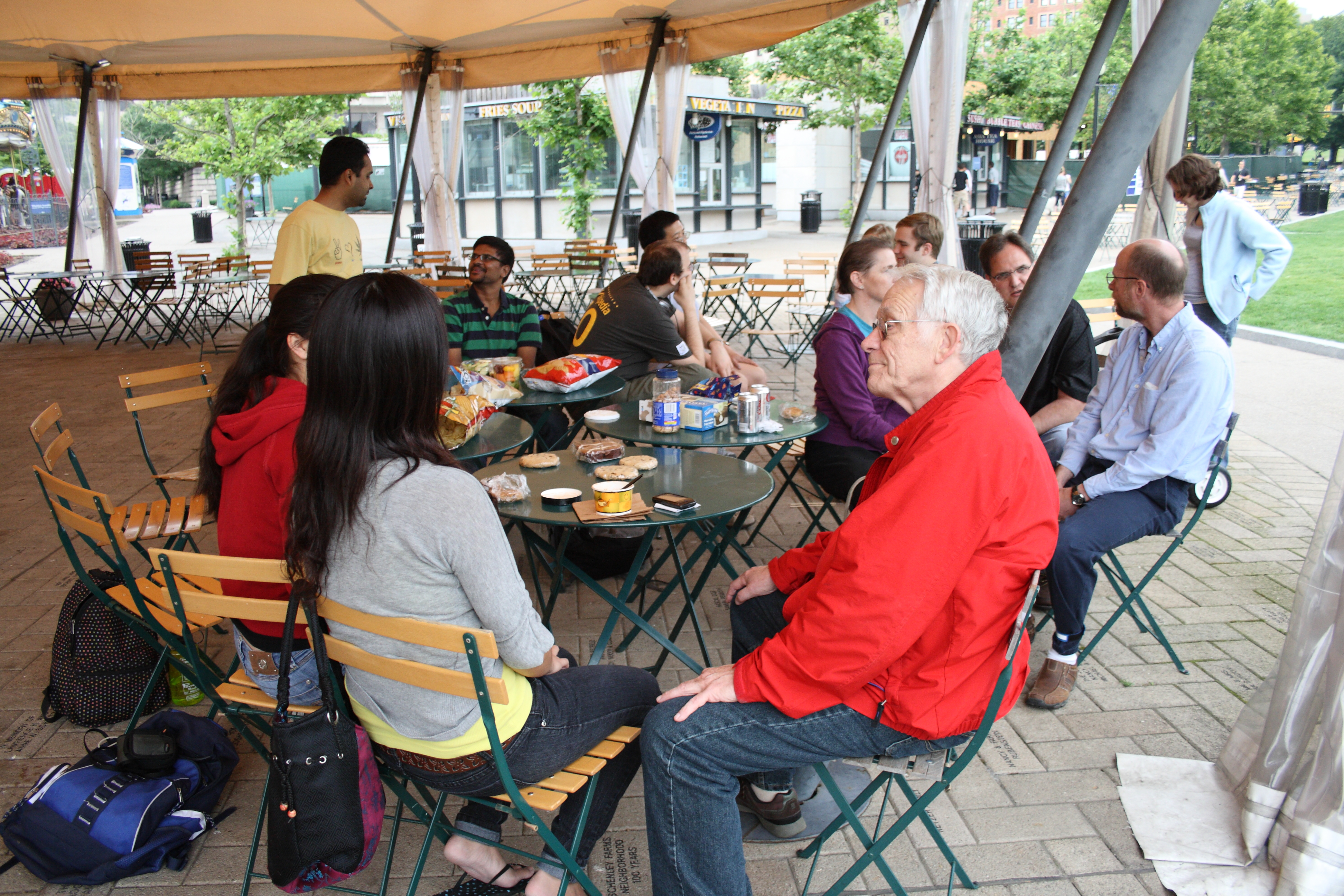
Wiknic 2011 em Pittsburgh

O anual Great American Wiknic é um encontro social que acontece em algumas cidades dos Estados Unidos todos os anos durante o verão, podendo ser antes de 4 de julho. O conceito Wiknic permite que os wikipedistas reúnam comida de piquenique e interajam de maneira pessoal.
Há também uma WikiConferência anual da América do Norte.

## Críticas
A Wikipédia tem sido alvo de alguns tipos de críticas. Por exemplo, os incidentes de Seigenthaler e Essjay causaram críticas à confiabilidade e utilidade da Wikipédia como referência. As queixas relacionadas à comunidade incluem os efeitos do anonimato dos usuários, as atitudes em relação aos recém-chegados, o abuso de privilégios por parte dos administradores, preconceitos na estrutura social da comunidade, em particular, preconceito de gênero e falta de contribuintes do sexo feminino, e o papel do cofundador do projeto, Jimmy Wales, na comunidade. Uma controvérsia foi provocada com os contribuintes pagos da Wikipédia, o que levou a Fundação Wikimedia a enviar uma carta de cessação e desistência à agência Wiki-PR.
O co-fundador da Wikipédia, Larry Sanger, que mais tarde fundou o projeto rival Citizendium, caracterizou a comunidade Wikipédia em 2007 como ineficaz e abusiva, afirmando que "A comunidade não impõe suas próprias regras de forma eficaz ou consistente. Consequentemente, administradores e participantes comuns são capazes essencialmente de agir de forma abusiva com impunidade, o que gera um ciclo interminável de abuso." Oliver Kamm, do The Times, expressou ceticismo em relação à confiança da Wikipédia no consenso na formação de seu conteúdo: "A Wikipédia não busca a verdade, mas o consenso e, como uma reunião política interminável, o resultado final será dominado pelas vozes mais altas e persistentes".

## Reconhecimento

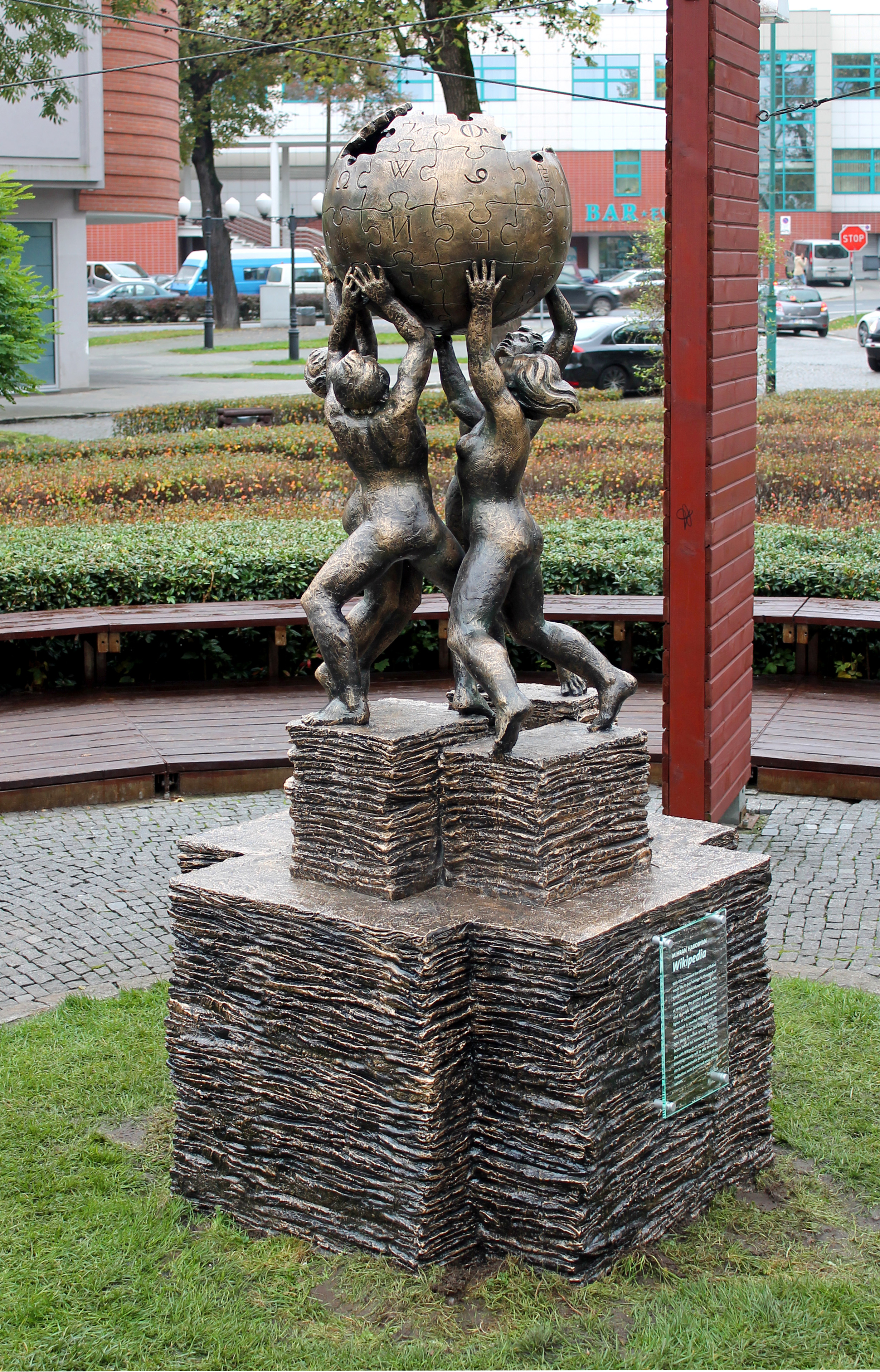
O Monumento à Wikipédia, por Mihran Hakobyan (2014), em Słubice, Polônia

Um monumento da Wikipédia foi erguido em Słubice, Polônia, em 2014, para homenagear a comunidade da Wikipédia.
O Prêmio Erasmus de 2015 foi concedido à comunidade Wikipedia por "[promover] a disseminação do conhecimento por meio de uma enciclopédia abrangente e universalmente acessível. Para conseguir isso, os iniciadores da Wikipedia projetaram uma nova e eficaz plataforma democrática. O prêmio reconhece especificamente a Wikipédia como uma comunidade — um projeto compartilhado que envolve dezenas de milhares de voluntários em todo o mundo."